# Pilea melastomoides
Pilea melastomoides är en nässelväxtart som först beskrevs av Jean Louis Marie Poiret, och fick sitt nu gällande namn av Hugh Algernon Weddell. Pilea melastomoides ingår i släktet pileor, och familjen nässelväxter. Inga underarter finns listade i Catalogue of Life.

## Bildgalleri

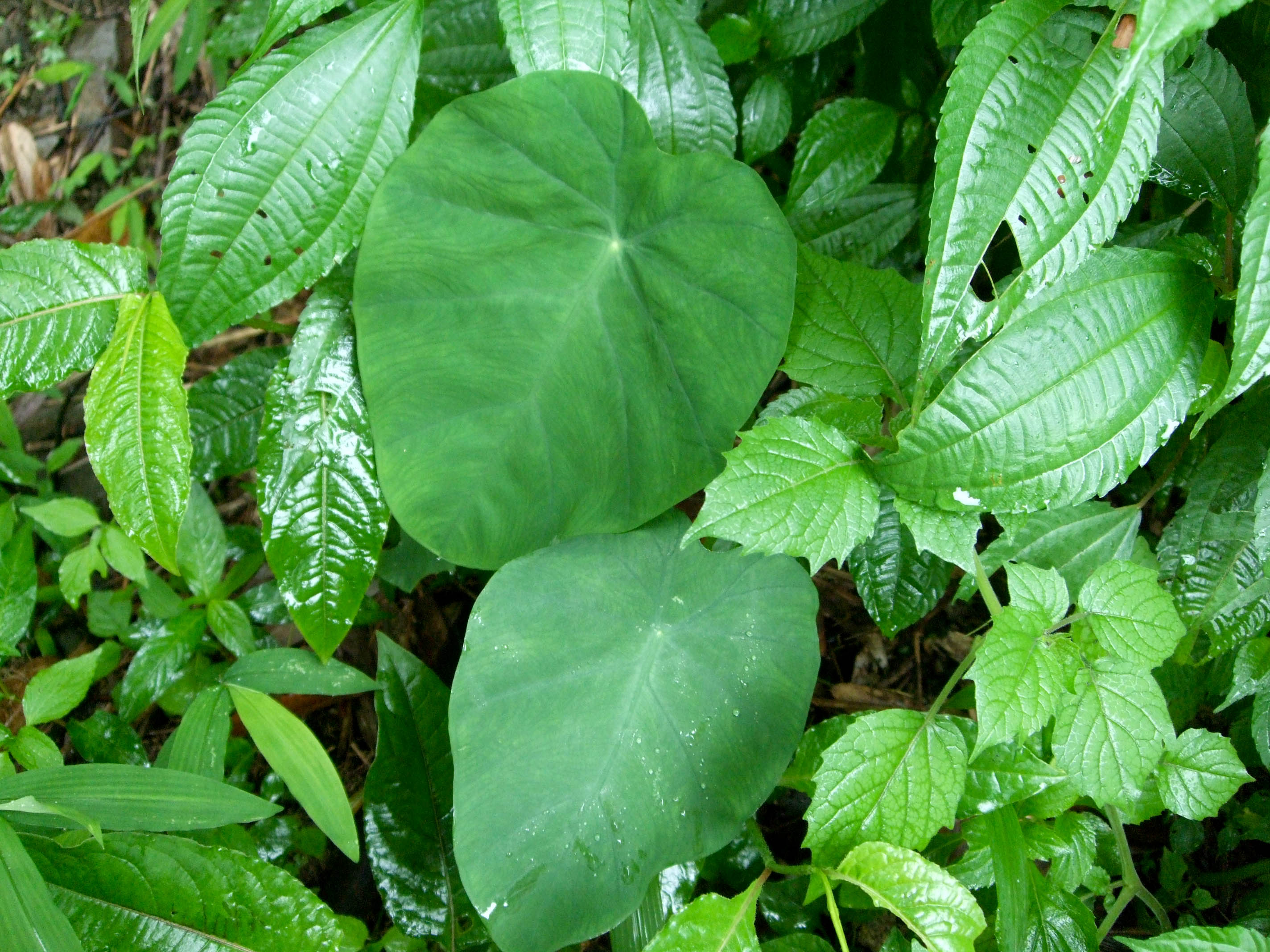
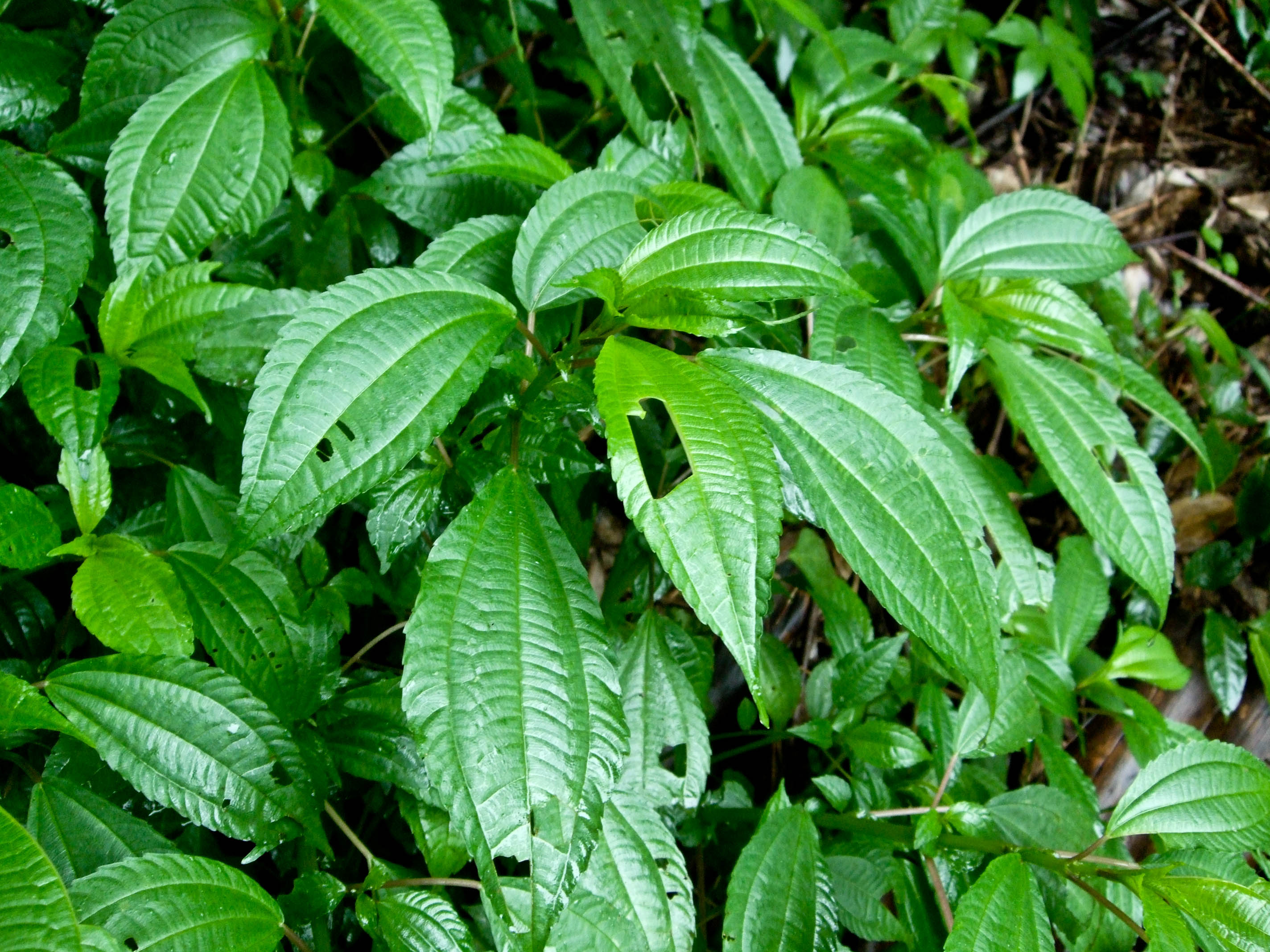